# Хиконэ (княжество)
Княжество Хиконэ (яп. 彦根藩 Хиконэ-хан) — феодальное княжество (хан) в Японии периода Эдо (1600—1871), в провинции Оми региона Тосандо на острове Хонсю (современная префектура Сига).

## Краткая история
Административный центр княжества: замок Хиконэ (современный город Хиконэ, префектура Сига).
Доход хана:
- 1600—1871 годы — 180 000 -> 150 000 -> 200 000 -> 250 000 -> 300 000 -> 200 000 коку риса

Княжество было создано в 1600 году после битвы при Сэкигахара. Хиконэ-хан управлялся родом Ии, который относился фудай-даймё и имел статус правителя провинции (国主).
Первоначально доменом в провинции Оми владел Исида Мицунари, который избрал своей резиденцией замок Саваяма. После победы в битве при Сэкигахара Токугава Иэясу передал Саваяма-хан во владение своему преданному вассалу Ии Наомасе (1561—1602), который занял и разрушил замок Саваяма. В 1603—1622 годах был построен замок Хиконэ, который стал столицей одноименного княжества. Первоначальный рейтинг Хиконэ-хана был 180 000 коку риса.
Хиконэ-хан был ликвидирован в июле 1871 года.

## Правители княжества
- Род Ии, 1600—1871 фудай-даймё

| №  | Имя                  | Имя        | Годы правления | Годы жизни  | Примечания                                        |
| -- | -------------------- | ---------- | -------------- | ----------- | ------------------------------------------------- |
| 1  | Ии Наомаса           | 井伊直政   | 1600 — 1602    | 1561 — 1602 | Старший сын Ии Наотики                            |
| 2  | Ии Наокацу           | 井伊 直勝  | 1603 — 1615    | 1590 — 1662 | Старший сын и преемник Ии Наомасы                 |
| 3  | Ии Наотака           | 井伊 直孝  | 1615 — 1659    | 1590 — 1659 | Второй сын Ии Наомасы                             |
| 4  | Ии Наодзуми          | 井伊直澄   | 1659 — 1676    | 1625 — 1676 | Сын и преемник Ии Наотаки                         |
| 5  | Ии Наооки            | 井伊直興   | 1676 — 1701    | 1656 — 1717 | Внук 2-го даймё Ии Наотаки, усыновлён Ии Наодзуми |
| 6  | Ии Наомити           | 井伊直通   | 1701 — 1710    | 1689 — 1710 | Старший сын и преемник Ии Наооки                  |
| 7  | Ии Наоцунэ           | 井伊直惟   | 1710 — 1710    | 1693 — 1710 | Второй сын Ии Наооки                              |
| 8  | Ии Наооки (вторично) | 井伊直興   | 1710 — 1714    | 1656 — 1717 | Внук 2-го даймё Ии Наотаки, усыновлён Ии Наодзуми |
| 8  | Ии Наонобу           | 井伊直惟   | 1714 — 1735    | 1700 — 1736 | Третий сын Ии Наооки                              |
| 9  | Ии Наосада           | 徳川 斉昭  | 1735 — 1754    | 1700 — 1760 | Пятый сын Ии Наооки                               |
| 10 | Ии Наоёси            | 井伊直よし | 1754           | 1727 — 1754 | Старший сын Ии Наонобу, усыновлён Ии Наосадой     |
| 11 | Ии Наосада           | 徳川 斉昭  | 1754 — 1755    | 1700 — 1760 | Пятый сын Ии Наооки                               |
| 12 | Ии Наохидэ           | 徳川宗翰   | 1755 — 1789    | 1729 — 1789 | Второй сын Ии Наонобу                             |
| 13 | Ии Наонака           | 井伊直中   | 1789 — 1812    | 1766 — 1831 | Сын и преемник Ии Наохидэ                         |
| 14 | Ии Наоаки            | 井伊直亮   | 1812 — 1850    | 1794 — 1850 | Третий сын Ии Наонаки                             |
| 15 | Ии Наосукэ           | 井伊直弼   | 1850 — 1860    | 1815 — 1860 | 14-й сын Ии Наонаки от наложницы                  |
| 16 | Ии Наонори           | 井伊直宪   | 1860 — 1871    | 1848 — 1904 | Второй сын и преемник Ии Наосукэ                  |